# Gretl
gretl （グレーテル）は経済学分野での利用を主に想定したオープンソースの統計解析ソフトウェア・パッケージである。名前の gretl は、「 Gnu Regression, Econometrics and Time-series Library 」から来ている。
gretl にはGUI を備えており、 X-12-ARIMA、TRAMO/SEATS、R の各ソフトウェアを合わせて使うことができる。
ソフトウェアとしてはC言語で書かれており、GUIウィジェットのライブラリとして GTKを、プロットするための外部プログラムとして gnuplot を使っている。GUI による操作を補完するために コマンドライン操作もできるようになっている。
gretl の解析結果は LaTeX 形式で出力することができる。
gretl は英語だけでなくバスク語、ドイツ語、フランス語、イタリア語、ポーランド語、ポルトガル語、ロシア語、スペイン語、トルコ語にも対応している。
学術雑誌にも取り上げられており、Journal of Applied Econometrics (en) には gretl の紹介記事がいくつかある。
また Journal of Statistical Software (en) でも紹介されている。

## サポートするデータ形式
gretl にはまず、gretl 独自の XML ベースのデータ形式が定義されている。
それに加えてプレーンテキスト、CSV、databank (en)、EViews (en) (場合による)、Excel、 Gnumeric、GNU Octave、 JMulTi (en)、 OpenDocument Spreadsheet、 PcGive (en)、 RATS 4 (en)、SPSS、Stata の各データ形式を読み込むことができる。また GNU Octave、R、CSV、JMulTi (en)、PcGive (en) の各形式に出力することができる。

## 関連書籍
- 「gretl（グレーテル）で計量経済分析 」 （加藤久和 (著) 、日本評論社、2012年8月9日)